# Sotkajärvi (sjö i Norra Österbotten, lat 65,33, long 27,33)
Sotkajärvi är en sjö i Finland. Den ligger i kommunen Pudasjärvi i landskapet Norra Österbotten, i den centrala delen av landet, 600 km norr om huvudstaden Helsingfors. Sotkajärvi ligger 119,4 meter över havet. Den ligger vid sjön Jongunjärvi. Den är 2,48 meter djup. Arean är 2,16 kvadratkilometer och strandlinjen är 14,8 kilometer lång. Sjön  ingår i Ijo älvs huvudavrinningsområde. 